# Mico munduruku
Mico munduruku — вид широконосих приматів родини ігрункових (Callitrichidae). Описаний у 2019 році.

## Назва
Видова назва дана на честь індіанського племені мундуруку, що живе в Амазонії.

## Поширення
Ендемік Бразилії (штат Пара). Ареал виду знаходиться між річками Жаманшін, Ріо-Ново, Тапажос та Куруру.

## Опис
Тіло завдовжки 18-27 см, хвіст — 28-33 см. Вага — 250—435 г. Спина та лапи жовтуваті, решта частина тіла білого кольору. Лице безволосе, червоного кольору, лише ділянка навколо ніздрів біла. Внутрішня частина вуз теж червона. Пальці закінчуються вигнутими кігтями, за винятком великого пальця, який має плоский ніготь.